# Гарячківка
Гаря́чківка — село в Україні, у Городківській сільській громаді Тульчинського району Вінницької області. До 2020 року Гарячківка входила до складу Крижопільського району Вінницької області. За переписом 2001 року, постійне населення села становило 2334 людини. Село складається з трьох частин: «Гуцулівки», «центра» і «яру». За іншою версією, Гарячківка поділяється на дві умовні частини: куток «Гуцулівка», де жили гуцули, що переселилися з Карпат, та куток «Бондарівка», де жили Бондарі. З 18 століття в Гарячківці також існував поділ на дві парафії — Старо-Гарячківку (старіша частина села) та Слободо-Гарячківку.
За часів Гетьманщини Гарячківка входила до складу Брацлавського полку, зокрема як сотенне містечко. У період входження до складу Речі Посполитої село було частиною Брацлавського воєводства. Наприкінці 17 століття Гарячківка також входила до складу Османської імперії. Після другого поділу Речі Посполитої село увійшло до складу Ольгопільського повіту Подільської губернії Російської імперії. В Українській РСР Гарячківка входила до М'ястківського району Тульчинської округи та Крижопільського району Вінницької області. Під час Другої світової війни село було включено до румунської зони окупації з тимчасовою румунською цивільною управою — губернаторства Трансністрія.

## Географія
Через село тече річка Гарячківка, ліва притока Вільшанки (басейн Дністра).
За описом, поданим у виданні «Парафії та церкви Подільської єпархії» (1901), Старо-Гарячківка була розташована на рівній місцевості, якою протікав невеликий струмок, що витікав із місцевих колодязів. Слободо-Гарячківка описувалася як розташована на двох пологих пагорбах зі східної та західної сторін, розділених безіменною річкою, що текла з півночі на південь. Кліматичні умови місцевості характеризувалися як сприятливі для здоров'я, ґрунти — чорноземні й родючі.

## Адміністративна належність
- У Речі Посполитій 17 та 18 століття Гарячківка входила до складу Брацлавського воєводства[4].
- В українській державі 17 століття (Гетьманщині) Гарячківка була частиною Брацлавського полку: спочатку в складі Гарячківської сотні як сотенне містечко (1648—1651), потім у складі М'ястківської (Містківської) сотні (з 1652) та згодом — Вільшанської сотні (після 1654—1655)[5].
- У Російській імперії Гарячківка входила до складу М'ястківської волості Ольгопільського повіту Подільської губернії[6][7].
- В Українській СРР Гарячківка увійшла до М'ястківського району[8], створеного в 1923 році при встановленні нового адміністративно-територіального поділу Поділля. М'ястківський район з 1923 до 1930 року входив до складу Тульчинської округи[9], у червні 1930 року був приєднаний до Вінницької округи[10], у вересні 1930 року переведений у пряме підпорядкування Української СРР[11]. У лютому 1931 року район було розформовано, і Гарячківка відійшла до Крижопільського району[12], який у 1932 році був включений до складу новоствореної Вінницької області[13].
- Під час румунської окупації (1941—1944) Гарячківка в складі Крижопільського району (Raionul Crijopol) була віднесена до Жугастрівського повіту (Județul Jugastru) губернаторства Трансністрія[14], що знаходилося під тимчасовою румунською цивільною управою. У подальший період Гарячківка залишалась у складі Крижопільського району Вінницької області як центр Гарячківської сільської ради[15].
- У результаті адміністративно-територіальної реформи в Україні у 2020 році з ліквідацією Крижопільського району село Гарячківка увійшло до Городківської сільської громади в складі укрупненого Тульчинського району Вінницької області[16]. У 2021 році в межах Городківської сільської громади було створено Гарячківський старостинський округ із центром у селі Гарячківка, який включає села Гарячківка та Одаї[17].

## Назва
Існує кілька версій походження назви села Гарячківка:
- За першою версією, назва Гарячківка походить від назви Ганчарське поле, що позначала місцевість, через яку в 16 столітті проходив Дністровський тракт — шлях уздовж краю лівобережної тераси Дністра. За переказами, цей шлях був небезпечним через часті напади грабіжників та розбійників, які вдавалися до вбивств подорожніх. Назва «Ганчарське поле» відсилає до біблійного сюжету про Юду Іскаріота, який після зради Ісуса Христа за 30 срібняків відчув каяття, повернув гроші первосвященникам і повісився. Первосвященники, вважаючи ці гроші «заплатою за кров», не могли використати їх на церковні потреби й купили за них «гончарське поле» для поховання померлих паломників, яке стало називатися «полем крові». За цією версією, назва «Ганчарське поле» на позначення небезпечної місцевості на Дністровському тракті згодом трансформувалася в назву Ганчарівка та пізніше в сучасну назву Гарячківка[4].
- За другою версією, назва Гарячківка пов'язана із джерелом Гуркало, що мало гарячу воду. За переказами, джерело «бурлило й гуркотіло на всю округу» та згодом почало збільшуватися і пробиватися крізь землю, тому пан наказав засипати його піском і залити смолою. Також, за місцевою легендою, джерело мало цілющу силу: нібито один кріпак, якого пан побив і покинув біля джерела, отямився завдяки гарячій воді, що пекла його рани[1].

На карті Брацлавського воєводства, створеній Гійомом Левассером де Бопланом у середині 17 століття, на місці Гарячківки позначено місцевість Oreskowa abo Hanielpole (у джерелах також зустрічаються форми Oreskowa, Haniepole, Oreskowa albo Hanielpole та Орешкова або Горілполе). За версією, викладеною в Анни Лимич та Євгена Годованого, це мало означати «Гатне поле, тобто місце, де розбіяки гатили проїжджих».
В історичних джерелах та літературі на позначення села також використовувалися такі форми назви, як Хораджкоука (Horajkoka), Горячківське (Горятчковское), Ганчарполе (Hanczarpole), Горачківка (Horaczkowka), Горчаківка (Горчаковка), Горячівка, Горячківка.

## Історія

### Археологічні пам'ятки
На території села Гарячківка виявлено вісім археологічних пам'яток. Зокрема, це чотири поселення трипільської культури (4—3 тисячоліття до н. е.), три поселення черняхівської культури (2—4 століття н. е.), а також одне двошарове поселення трипільської та черняхівської культур. Ці об'єкти були відкриті та досліджені в 1993 році під керівництвом В. Т. Загоруйко та включені до переліку пам'яток археології місцевого значення Вінницької області.

### 17 століття

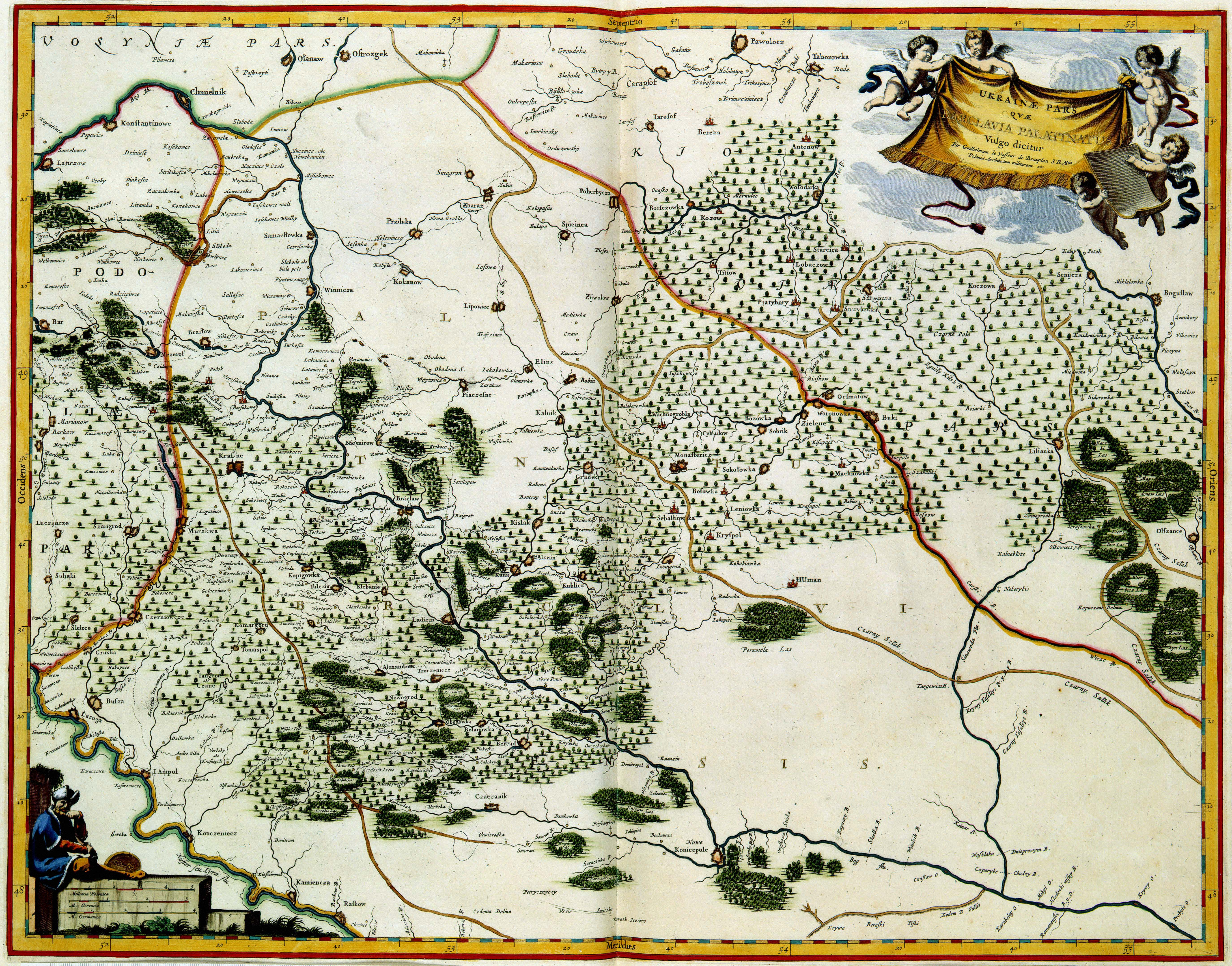
Карта Брацлавського воєводства 17 століття, створена Гійомом Левассером де Бопланом. На місці сучасної Гарячківки позначено Oreskowa abo Hanielpole (у лівій нижній частині карти).

Дата заснування села невідома. У період до 1648 року Гарячківка належала коронному хорунжому Олександру Конецпольському, сину коронного гетьмана Станіслава Конецпольського, та перебувала в складі Брацлавського воєводства Польського королівства. У ході Великого повстання 1648 року Гарячківка (містечко Гарячківське) увійшла до складу української держави (Гетьманщини) і стала сотенним містечком Брацлавського полку, осідком Гарячківської сотні («сотні Горянкоцької»). У 1649 році гарячківським сотником був Ярема.
Унаслідок Білоцерківської україно-польської угоди 1651 року Гарячківка разом з усім Брацлавським полком відійшла до Польського королівства, але в 1652 році всі ці землі були знову повернені до складу української держави. Проте Гарячківську сотню не було відновлено й Гарячківка увійшла до складу М'ястківської (Містківської) сотні. Після скасування М'ястківської сотні внаслідок руйнувань, яких вона зазнала під час походу 1654—1655 років Станіслава Потоцького на Умань, Гарячківка увійшла до складу Вільшанської сотні.
Під час Хмельниччини через Гарячківку Дністровським трактом пройшли війська Тимоша Хмельницького, сина Богдана Хмельницького. На своєму дипломатичному шляху через село проїжджав посол Семигородського князя Ракоці. У 1654 році під час подорожі з Близького Сходу до Московії через Україну Гарячківку відвідав патріарх Антіохійський та всього Сходу Макарій III, про що відомо з подорожніх нотаток Павла Алеппського, сина патріарха.
Станом на 1672 рік село значилось як польське містечко Ганчарполе. У цьому ж році на Поділля вторглося військо Османської імперії. Разом з іншими поселеннями колишнього Брацлавського полку, на підставі Журавненської польсько-турецької угоди 1676 року, Гарячківка увійшла до складу Турецького цісарства. У 1699 році містечко повернулося до складу Речі Посполитої.

### У складі Речі Посполитої: 18 століття
Станом на 1716 рік історичні документи свідчать про спустошення Гарячківки: «Гарячківка пуста, мертва як Ганчарське поле, велике й порожнє…», та вже в 1748 році було зафіксовано, що життя в селі тривало. На цей час жителі села були греко-католиками. У другій половині 18 століття, коли населення збільшилось, село було розділено на дві парафії. За старою, первісно утвореною частиною села залишилася назва «Стара-Гарячківка», а новоутворена парафія була відома під назвою «Гарячківки Іоанно-Богословська парафія», а згодом «Слободо-Гарячківка». Стара-Гарячківка та Слободо-Гарячківка не були відокремлені одна від одної проміжним простором, а представляли одне суцільне поселення.
На середину 18 століття власником Гарячківки був брацлавський воєвода князь Станіслав Любомирський, який у 1752 році видав презенту священнику Іоанно-Богословської парафії Олексію Альчинському. Пізніше власником Гарячківки став Антоній Бельський. У 1768 році повз Гарячківку проходили загони барських конфедератів. Того ж року у селі ненадовго зупинялися залишки розбитих в Умані гайдамацьких загонів Івана Ґонти й Максима Залізняка. У 1788 році Гарячківка була позначена на мапі польського географа Севериновського на Побережжі — краї між Дністром і Південним Бугом.

### У складі Російської імперії
- Олександр Конецпольський (до 1648)
- Станіслав Любомирський (на 1752)
- Антоній Бельський
- Ярошинські
  - Микола (Міколай) Ярошинський (до 1805)
  - Ян Ярошинський (до 1842 або 1849)
  - Юлія Ярошинська (до 1856)
  - Вітольд Ярошинський (з 1856)
  - Констанція Ярошинська (на 1882)
- Д. Ю. Салло (Силле) (на 1903 та 1905)

У 1793 році мешканці Гарячківки стали підданими Російської імперії. Наприкінці століття відбулося приєднання місцевих парафій до російської православної церкви. У 1798 році парафіяни Старо-Гарячківки побудували нову дерев'яну церкву на честь Різдва Пресвятої Богородиці (згодом була перебудована в 1849 році). На цей час маєток Гарячківки з М'ястківським ключем, що належав Антонію Бельському, купив Микола (Міколай) Ярошинський, який обрав Гарячківку за свою основну садибу. Він мав тут великий мурований дім, навколо якого був посаджений парк.
Після смерті Миколи Ярошинського в 1805 році Гарячківка перейшла до його сина Яна Ярошинського, маршалка шляхти Ольгопільського повіту. У 1821 році в парафії Слободо-Гарячківки було побудовано новий кам'яний храм на честь святого апостола Іоанна Богослова. Після смерті Яна Ярошинського в 1842 році (за іншими даними — в 1849) його власністю до 1856 року розпоряджалася його дружина Юлія Ярошинська. У 1848 році в Гарячківці, як і в низці інших сіл Поділля, на тлі революційних подій у Європі та на західноукраїнських землях відбулися заворушення селян проти поміщицького гніту.
У 1856 році, із досягненням повноліття, Гарячківку отримав у власність Вітольд Ярошинський, син Яна Ярошинського від другого шлюбу. За даними на 1882 рік, власницею Гарячківки була вже Констанція Ярошинська, дружина Вітольда, дочка Юзефа Паєвського. На цей час Гарячківка межувала з одного боку зі Ставками (власність Зигмунта Ярошинського), а з іншого — з М'ястківкою (власність Кочубея, раніше Ярошинських).
Станом на 1882 рік у Гарячківці серед зернових культур найбільше вирощували пшеницю та кукурудзу. Місцеві чорноземи обробляли плугом за старою трипільною системою без використання добрив. Усе зерно та інші місцеві продукти продавали залізницею до Одеси (у 1870 році було прокладено Києво-Балтську залізницю та в 8 верстах від Гарячківки відкрито станцію Крижопіль). У Гарячківці було два ставки, на одному з яких був млин, що працював лише навесні під час весняних повеней. Навколо села та полів ріс дубовий ліс. Лугів не було; сіно збирали переважно лісове та з кормових трав.
У 1884 році в Гарячківці було відкрито однокласне училище Міністерства народної освіти. Станом на 1885 рік у Гарячківці було два питних доми. У 1897 році в парафіях Старо-Гарячківки та Слободо-Гарячківки було відкрито церковнопарафіяльні школи для дівчаток. У 1899 році в парафії Слободо-Гарячківки для школи було побудовано кам'яну будівлю. Станом на 1901 рік головним заняттям жителів Старо-Гарячківки та Слободо-Гарячківки було землеробство. Майстрових було небагато; зокрема, у Слободо-Гарячківці було три ковалі, два столяри та кілька теслярів. Населення характеризувалося як заможне.
Станом на 1903 рік маєток поміщиці Ярошинської був проданий купцю Д. Ю. Салло (Силле). У листопаді 1903 року приблизно 600 селян Гарячківки взяли участь у розгромі маєтку через відмову нового власника продати їм землю. Для придушення виступу селян за розпорядженням подільського губернатора до Гарячківки із Тульчина був відправлений батальйон 76-го піхотного Кубанського полку. Причетних селян було заарештовано і відправлено до в'язниці в Ольгополі. Перед судом постали 23 селян; рішенням Одеської судової палати 10 обвинувачених було засуджено до ув'язнення на 5 місяців і 10 днів, а 13 людей виправдано. Масові виступи селян продовжувалися в 1905—1907 роках.
7 (20) листопада 1917 року, відповідно до Третього Універсалу Української Центральної Ради, увійшло до складу Української Народної Республіки.

### Визвольні змагання

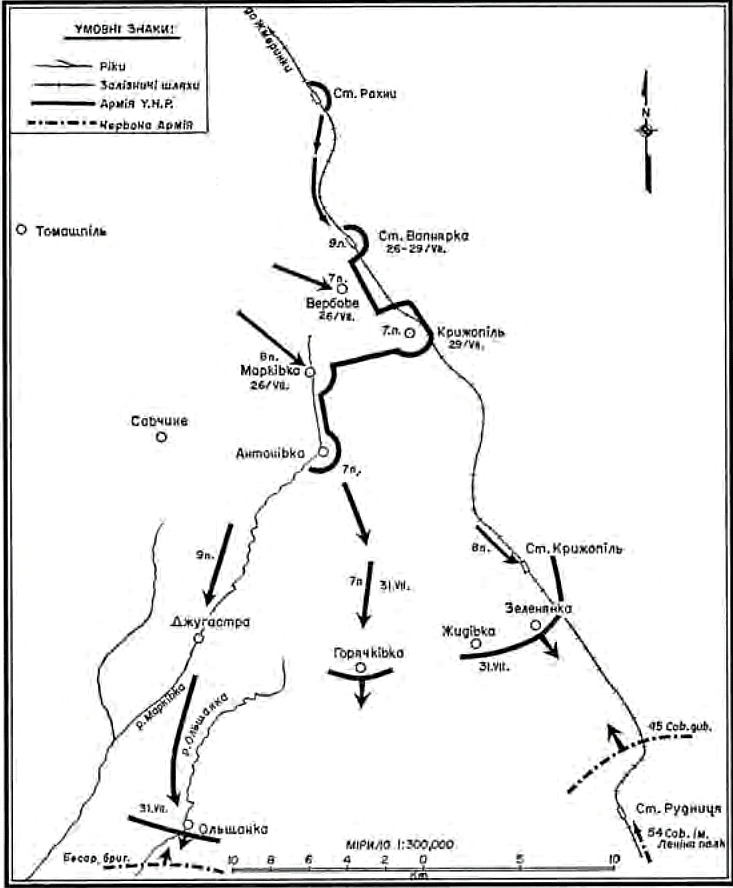
Ситуація на фронті 3-ї Залізної дивізії від 28 липня і до вечора 31 липня 1919 року

Див. також: Крижопіль § Визвольні змагання
У 1919—1920 роках на території залізничної станції Крижопіль (у 8 верстах від Гарячківки) та навколишніх земель відбувалися бойові дії між союзницькими військами УНР і Галицької армії та військами РСЧА й ЗСПР. Учасник боїв за Вапнярку і Крижопіль Євген Ґловінський залишив спогади, у яких згадував Гарячківку серед навколишніх сіл, де точилися бої в 1919 році:

### У складі СРСР
У березні 1930 року голова Державного політичного управління (ДПУ) УСРР Всеволод Балицький за результатами відвідання Тульчинської округи на тлі селянських повстань у прикордонних округах України доповідав генеральному секретарю Станіславу Косіору, що під час операції його загону при вході в села Гарячківка та Вільшанка величезним натовпом чинився збройний опір, який тривав дві години. За твердженням Балицького, під час перестрілки втрати протилежної сторони склали кілька вбитих і поранених, тоді як його загін втратив лише 8 коней.
За даними на червень 1932 року, у селі Гарячківка за невиконання накладених зобов'язань у ході хлібозаготівель було оштрафовано до 400 господарств. За даними на грудень 1932 року, підіймалося питання про занесення села Гарячківка на «всеукраїнську чорну дошку». Під час організованого радянською владою Голодомору 1932—1933 років помер щонайменше 261 житель села.
Під час Другої світової війни, 22 липня 1941 року, Гарячківка була окупована румунськими військами (гірським корпусом 3-ї румунської армії) та згодом включена в губернаторство Трансністрія, що знаходилося під тимчасовою румунською цивільною управою. 17 березня 1944 року Гарячківка була зайнята радянськими військами (303-ю стрілецькою дивізією 73-го стрілецького корпусу 52-ї армії 2-го Українського фронту). У Гарячківці встановлено пам'ятник 527 воїнам — односельчанам, загиблим на фронтах війни.
За даними на 1972 рік, у Гарячківці діяв колгосп імені Чапаєва, у користуванні якого було 6508 гектарів землі, зокрема 5176 гектарів орної землі. Господарство спеціалізувалося на вирощуванні озимої пшениці та цукрових буряків. Також працювало допоміжне підприємство — кар'єр із видобутку вапняку-черепашнику. У Гарячківці діяли середня школа, будинок культури, 2 бібліотеки, дільнична лікарня та поліклініка.

## Церква

### Церква Різдва Пресвятої Богородиці (Старо-Гарячківка)
За переказами, від самого початку заснування села була побудована дерев'яна церква на честь Різдва Пресвятої Богородиці. Проте під час татарського нашестя ця церква була спалена разом з усіма церковними документами. У 1798 році парафіяни знову побудували дерев'яну церкву, однокупольну, з приділами. Парафія Старо-Гарячківки здавна була самостійною, але під час ревізії церков Подільської єпархії протоієреєм Скворцовим ця парафія, через ветхість церкви, була приєднана до суміжної Іоанно-Богословської церкви Слободо-Гарячківки. У 1845 році парафія знову була відновлена як самостійна.
У 1849 році церкву перебудували за проєктом, затвердженим архієпископом Арсенієм. Іконостас у церкві залишався старий до 1868 року, коли був встановлений новий. Кам'яну дзвіницю при ній збудували окремо в 1863 році. Серед священнослужителів парафії відомий священник Яків Місюра; при ньому була побудована кам'яна дзвіниця, він же замінив зарослий чагарниками церковний сінокіс на відповідну кількість орної землі. У 1886 році були побудовані причтові приміщення. Станом на 1901 рік у парафії було 69 десятин церковної землі, зокрема 3 десятини садибної.

### Церква святого Іоанна Богослова (Слободо-Гарячківка)
Відомо, що в другій половині 18 століття в Слободо-Гарячківці вже була заснована Іоанно-Богословська парафія, і 21 червня 1752 року князем Любомирським було видано презенту священнику Іоанно-Богословської парафії Олексію Альчинському. До побудови нинішнього храму на тому ж місці, трохи північніше, стояла дерев'яна церква на честь святого євангеліста Іоанна Богослова. Ця церква була зруйнована татарами й в 1785 році не існувала, бо в цьому році, на прохання слободо-гарячківських парафіян, був виданий документ ямпільському декану Любинському на побудову нової церкви. За переказами, після руйнування старої дерев'яної церкви на тому ж місці була влаштована маленька дерев'яна каплиця-церква з престолом, якою користувалися до побудови нинішнього храму.
У 1821 році в парафії було побудовано на кошти парафіян кам'яний храм на честь святого апостола Іоанна Богослова. У 1864 році при церкві була прибудована кам'яна дзвіниця. У 1884 році в церкві було влаштовано триярусний іконостас. Серед священнослужителів відомий священник Кирило Погорлецький; його стараннями та пожертвами, а також пожертвами місцевих парафіян, побудована нині існуюча церква; згодом — священник Віктор Піснячевський, який прослужив у цій парафії 32 роки. У 1886 році були побудовані причтові приміщення. Станом на 1901 рік у парафії було 48 десятин 1608 сажнів церковної землі.
Церква святого Іоанна Богослова включена до переліку пам'яток архітектури й містобудування місцевого значення Вінницької області.

## Населення

### Чисельність
За переписом 2001 року постійне населення Гарячківки становило 2334 жителі (наявне населення становило 2333 жителі). Серед постійного населення 99,66 % вказали українську мову як рідну, 0,30 % — російську, 0,04 % — молдовську.
Історичні дані
- За даними на 1863 рік, у Гарячківці було 376 дворів та 2768 жителів[23].
- За даними на 1882 рік, у Гарячківці було 406 хат та приблизно 2000 жителів обох статей разом з орендарями, усі православної віри[31].
- За даними на 1885 рік, у Гарячківці був 451 двір та 2592 жителів[6].
- За даними на 1893 рік, у Гарячківці був 860 дворів та 3363 жителів[7].
- За переписом 1897 року в Гарячківці було 4733 жителів (2338 чоловіків та 2395 жінок), з яких 4685 жителів були православними[45].
- За даними на 1901 рік, у Старо-Гарячківці було 2317 православних жителів обох статей, усі з них — українці, також було 50 євреїв[2]. У Слободо-Гарячківці було 2390 православних жителів обох статей, усі з них — українці, також було 33 євреїв, 13 католиків та 2 лютеран[3].
- За даними на 1905 рік, у Гарячківці було 1103 двори та 4856 жителів[33].
- За даними на 1925 рік, у Гарячківці було 1494 господарства та 5136 жителів[8].
- За даними на 1972 рік, у Гарячківці був 3721 житель[30].
- За переписом 1989 року постійне населення Гарячківки становило 2738 жителів, з них 1217 чоловіків та 1521 жінка (наявне населення становило 2705 жителів, з них 1205 чоловіків та 1500 жінок)[46].

|         | 1863 рік | 1882 рік | 1885 рік | 1893 рік | 1897 рік | 1901 рік | 1905 рік | 1925 рік | 1972 рік | 1989 рік | 2001 рік |
| ------- | -------- | -------- | -------- | -------- | -------- | -------- | -------- | -------- | -------- | -------- | -------- |
| Жителів | 2768     | ~2000    | 2592     | 3363     | 4733     | 4805     | 4856     | 5136     | 3721     | 2738     | 2334     |
| Дворів  | 376      | 406      | 451      | 860      | —        | —        | 1103     | 1494     | —        | —        | —        |

### Прізвища
У найдавнішій зі збережених метричних книг села Гарячківка, за 1771—1783 роки, що зберігається в Центральному державному історичному архіві України, м. Київ, в 1771 році були зафіксовані прізвища жителів села, зокрема: Кимач, Бородій, Липицький, Кушнір, Чупрун, Прудіус, Котюжанський, Асаула, Слободянюк, Лецкий, Болотенюк, Ткачук, Оленюк, Недаховський, Ковальчук, Микитюк, Мазурик, Носаковська, Кланцатий. Ці прізвища несли інформацію про ремесла (Кушнір, Ковальчук, Ткачук), імена предків (Микитюк), фізичні особливості (Кланцатий), етнічну приналежність (Мазурик), місцевість (Болотенюк) та край походження (Котюжанський).
У 1774 році в Гарячківці з'явилося прізвище Заблоцький, що вказувало на походження із села Заблотці біля міста Броди на заході України. Прізвище Волочиський свідчило про походження з Волочиська. У 1777 році в селі вперше згадується прізвище Козак, що може вказувати на прибуття після зруйнування Запорізької Січі в 1775 році. Також у цей період фіксуються Точиговські, Сплавські, Следі, Лозинські, Крижановські — прізвища польського походження; Струтинські та Ільницькі — українські шляхтичі з галицького роду Драґо-Сасів; прізвища Москаль і Горянин — вихідці з Росії та Карпат відповідно.

## Транспорт
Між селами Гарячківкою та Савчиним Городківської сільської громади проходить автомобільна дорога загального користування місцевого значення Вінницької області — О02-09-03.

## Освіта та культура

### Освіта
Станом на 2024 рік у Гарячківці діяли:
- Гарячківський ліцей (заклад загальної середньої освіти), у якому навчалося 112 учнів[48];
- Заклад дошкільної освіти (раніше — дошкільний навчальний заклад «Ромашка»; заснований у 2005 році), де виховувалося 19 дітей[49].

### Культура
За даними на 2024 рік, у Гарячківці діяв сільський будинок культури (філія Центру культури, дозвілля та спорту Городківської сільської ради). У будинку культури діяли такі клубні формування:
- жіночий вокальний ансамбль (створений у 1990 році, налічував 12 учасників);
- вокально-юнацький ансамбль (створений у 2015 році, налічував 8 учасників);
- фольклорний дитячий ансамбль (створений у 2018 році, налічував 10 учасників);
- гурток солісти-вокалісти (налічував 4 учасників).

З 24 лютого 2022 року в будинку культури проводилася волонтерська робота на допомогу Збройним силам України та внутрішньо переміщеним особам, зокрема виготовлялись окопні свічки, плелися маскувальні сітки, випікалися пироги та солодощі.

## Пам'ятки

### Пам'ятки археології
На території Гарячківки виявлено вісім стародавніх поселень, що були відкриті та досліджені в 1993 році під керівництвом В. Т. Загоруйко та включені до переліку пам'яток археології місцевого значення Вінницької області:
- 4 поселення трипільської культури (4—3 тисячоліття до н. е.);
- 3 поселення черняхівської культури (2—4 століття н. е.);
- 1 двошарове поселення трипільської та черняхівської культур.

### Пам'ятки архітектури
- Церква Святого Іоанна Богослова 19 століття — пам'ятка архітектури місцевого значення[41].

### Пам'ятники
У Гарячківці встановлено два пам'ятники, що включені до переліку пам'яток історії місцевого значення Вінницької області:
- Пам'ятка «Братська могила 2 воїнів Радянської Армії, загиблих при звільненні села». Відкрито в 1954 році. Пам'ятник виконаний із залізобетону, постамент — із цегли.
- Пам'ятка «Пам'ятник 527 воїнам — односельчанам, загиблим на фронтах Великої Вітчизняної війни». Відкрито в 1986 році. Пам'ятник виконав скульптор І. М. Філіпенко із залізобетону.

У 2003 році в Гарячківці було встановлено пам'ятний знак «Доля роду Лимич» — вертикальну п'ятиметрову стелу, що є символом переселення частини роду Лимичів із Карпат на Поділля в село Гарячківку в 18 столітті.

## Відомі люди
Військовослужбовці, які загинули під час російсько-української війни
- Колівошко Олександр Володимирович (1992—2014) — молодший сержант 40-го полку Національної гвардії України. Родом із Гарячківки. Загинув 31 жовтня 2014 року поблизу селища Донецький Алчевського району Луганської області внаслідок влучення міни в бліндаж. Нагороджений орденом «За мужність» III ступеня (посмертно)[52].
- Вакарчук Роман Михайлович (1994—2022) — молодший лейтенант, командир 3-го взводу 1-ї роти військової частини А2980. Родом із Гарячківки. Загинув 19 квітня 2022 року в Херсонській області[53].
- Борщевський Геннадій Володимирович (1982—2022) — солдат Сил територіальної оборони ЗСУ, стрілець 1-го стрілецького відділення 3-го стрілецького взводу 4-ї стрілецької роти. Житель Гарячківки, родом із Тернівки. Загинув 25 квітня 2022 року на ротному опорному пункті поблизу міста Ізюм Харківської області внаслідок обстрілу. Нагороджений орденом «За мужність» III ступеня (посмертно)[54].
- Кінзерський Сергій Григорович (1996—2022) — старший солдат 57-ї окремої мотопіхотної бригади, старший навідник 1-го гранатометного відділення гранатометного взводу роти вогневої підтримки. Родом із Гарячківки. Нагороджений орденом «За мужність» III ступеня. Загинув 11 травня 2022 року під час виконання бойового завдання в районі селища Тошківка Сєвєродонецького району Луганської області[55].
- Ткачик Юрій Миколайович (1974—2023) — молодший сержант, старший водій стрілецького взводу стрілецької роти військової частини А4017. Житель Гарячківки. Загинув 18 січня 2023 року поблизу села Верхньокам'янське Бахмутського району Донецької області. Нагороджений медаллю «За військову службу Україні» (посмертно)[56].
- Балюк Сергій Олександрович (1993—2024) — старший солдат, навідник-оператор 1-го відділення 2-го взводу оперативного призначення (на бронетранспортерах) 5-го батальйону оперативного призначення. Житель Гарячківки. Загинув 20 лютого 2024 року під час виконання бойового завдання поблизу села Вербове Пологівського району Запорізької області[57].
- Следь Євген Григорович (1982—2024) — старший солдат, інспектор прикордонної служби 3-ї категорії — номер обслуги зенітної групи першого зенітно-ракетного відділення прикордонної зенітно-ракетної застави третьої прикордонної комендатури швидкого реагування. Житель Гарячківки. Помер 29 липня 2024 року в Семенівській міській лікарні Новгород-Сіверського району Чернігівської області[58].
- Франчук Сергій Олександрович (2001—2024) — солдат, стрілець-санітар 3-го штурмового спеціалізованого відділення 2-го штурмового спеціалізованого взводу 4-ї штурмової спеціалізованої роти. Житель Гарячківки, родом із Городківки. Загинув 31 серпня 2024 року під час виконання бойового завдання поблизу селища Нью-Йорк Бахмутського району Донецької області[59].